# 霍頓酒廠
霍頓酒廠是一間著名的葡萄酒供應商，位於西澳洲的天鵝谷。葡萄園由三個英國軍官成立的辛迪加於1836年購入，但真正的商業性釀酒則在1859年才正式開始。